# Zbyněk Hubač
Zbyněk Hubač, född den 1 september 1940 i Trutnov (tyska: Trautenau) i regionen Hradec Králové, är en tjeckisk tidigare backhoppare och backhoppningstränare som tävlade för Tjeckoslovakien. Han representerade TJ Dukla Liberec.

## Karriär
Zbyněk Hubač startade i tysk-österrikiska backhopparveckan säsongen 1961/1962 och tävlade i backhopparveckan till säsongen 1972/1973. Han var bland de tio bästa i en deltävling första gången i Paul-Ausserleitner-Schanze i Bischofshofen i Österrike 6 januari 1967 då han delade sjätteplatsen med Dieter Neuendorf från Östtyskland. Hubač blev nummer åtta sammanlagt i backhopparveckan 1966/1967. Han hamnade på platsen bak landsmannen Jiří Raška. 
Året efter, säsongen 1967/1968 blev Hubač nummer 7 i nyårstävlingen i Große Olympiaschanze i Garmisch-Partenkirchen i Västtyskland, och han kom på prispallen för första gången i backhopparveckan under avslutningstävlingen i Bischofshofen. Där blev han nummer tre 16,1 poäng efter segraren Jiří Raška. Zbyněk Hubač blev nummer 5 sammanlagt i turneringen. 
Zbyněk Hubač fortsatte framgångarna i backhopparveckan 1968/1969. Där blev han nummer 11 i första tävlingen, men fick en sjätteplats i nyårstävlingen och avslutade med två femteplatser. Sammanlagt blev han nummer tre efter Bjørn Wirkola från Norge och lagkamraten Jiří Raška.
Säsongen 1970/1971 blev Zbyněk Hubačs bästa tillsammans med säsongen 1968/1969 i backhopparveckan. Han blev nummer 4 i öppningstävlingen i Oberstdorf, 3,3 poäng efter segrande Ingolf Mork från Norge. I nyårstävlingen blev han nummer 5 och i den tredje tävlinen, i Bergiselschanze i Innsbruck, vann Hubač sin första deltävling i backhopparveckan. Han var 2,1 poäng före Jiří Raška och 5,8 poäng före Rudolf Höhnl som säkrade en trippelseger för Tjeckoslovakien. I avslutningstävlingen i Bischofshofen blev igen Hubač nummer tre och säkrade tredjeplatsen i sammandraget. Jiří Raška vann turneringen sammenlagt, 7,1 poäng före Ingolf Mork och 18,2 poäng före Zbyněk Hubač.
Hubač startade i Skid-VM 1962 i Zakopane i Polen och blev nummer 47 i normalbacken och nummer 53 i stora backen. Han tävlade i tre olympiska vinterspel, i Innsbruck 1964, i Grenoble i Frankrike 1968 och i Sapporo i Japan 1972. Bästa resultaten kom i Sapporo där han blev nummer 11 i normalbacken och nummer 15 i stora backen.
Zbyněk Hubač avslutade sin aktiva idrottskarriär 1973.

## Senare karriär
Efter avslutad backhoppningskarriär var Hubač bland annat verksam som backhoppstränare i TJ Dukla Liberec. 